# 144496 Reingard
144496 Reingard è un asteroide della fascia principale. Scoperto nel 2004, presenta un'orbita caratterizzata da un semiasse maggiore pari a 2,6832636 UA e da un'eccentricità di 0,1274433, inclinata di 12,21120° rispetto all'eclittica.